# Liste der Staatsoberhäupter 2019
Übersicht
◄◄ | ◄ | 2015 | 2016 | 2017 | 2018 | Liste der Staatsoberhäupter 2019 | 2020 | 2021 | 2022 | 2023 | ►

Weitere Ereignisse

## Afrika
- Ägypten
  - Staatsoberhaupt: Präsident Abd al-Fattah as-Sisi (seit 2014)
  - Regierungschef: Ministerpräsident Mustafa Madbuli (seit 2018)
- Algerien
  - Staatsoberhaupt:
    - Präsident Abd al-Aziz Bouteflika (1999–2. April 2019)
    - Präsident Abdelkader Bensalah (2. April 2019–19. Dezember 2019) (kommissarisch)
    - Präsident Abdelmadjid Tebboune (seit 19. Dezember 2019)

  - Regierungschef:
    - Ministerpräsident Ahmed Ouyahia (1995–1998, 2003–2006, 2008–2012, 2017–12. März 2019)
    - Ministerpräsident Noureddine Bedoui (12. März 2019–19. Dezember 2019)
    - Ministerpräsident Sabri Boukadoum (19. Dezember 2019–28. Dezember 2019) (kommissarisch)
    - Ministerpräsident Abdelaziz Djerad (28. Dezember 2019–2021)
- Angola
  - Staats- und Regierungschef: Präsident João Lourenço (seit 2017)
- Äquatorialguinea
  - Staatsoberhaupt: Präsident Teodoro Obiang Nguema Mbasogo (seit 1979) (bis 1982 Vorsitzender des Obersten Militärrats)
  - Regierungschef: Premierminister Francisco Pascual Obama Asue (2016–2023)
- Äthiopien
  - Staatsoberhaupt: Präsidentin Sahle-Work Zewde (2018–2024)
  - Regierungschef: Ministerpräsident Abiy Ahmed (seit 2018)
- Benin
  - Staats- und Regierungschef: Präsident Patrice Talon (seit 2016)
- Botswana
  - Staats- und Regierungschef: Präsident Mokgweetsi Masisi (2018–2024)
- Burkina Faso
  - Staatsoberhaupt: Präsident Roch Marc Kaboré (2015–2022) (1994–1996 Ministerpräsident)
  - Regierungschef:
    - Ministerpräsident Paul Kaba Thieba (2016–18. Januar 2019)
    - vakant (18. Januar 2019–21. Januar 2019)
    - Ministerpräsident Christophe Dabiré (21. Januar 2019–2021)
- Burundi
  - Staats- und Regierungschef: Präsident Pierre Nkurunziza (2005–2020)
- Dschibuti
  - Staatsoberhaupt: Präsident Ismail Omar Guelleh (seit 1999)
  - Regierungschef: Ministerpräsident Abdoulkader Kamil Mohamed (seit 2013)
- Elfenbeinküste
  - Staatsoberhaupt: Präsident Alassane Ouattara (seit 2010) (1990–1993 Ministerpräsident)
  - Regierungschef: Ministerpräsident Amadou Gon Coulibaly (2017–2020)
- Eritrea
  - Staats- und Regierungschef: Präsident Isayas Afewerki (seit 1993)
- Eswatini
  - Staatsoberhaupt: König Mswati III. (seit 1986)
  - Regierungschef: Premierminister Ambrose Dlamini (2018–2020)
- Gabun
  - Staatsoberhaupt: Präsident Ali-Ben Bongo Ondimba (2009–2023)
  - Regierungschef:
    - Ministerpräsident Emmanuel Issoze-Ngondet (2016–11. Januar 2019)
    - Ministerpräsident Julien Nkoghe Bekalé (12. Januar 2019–2020)
- Gambia
  - Staats- und Regierungschef: Präsident Adama Barrow (seit 2017)
- Ghana
  - Staats- und Regierungschef: Präsident Nana Akufo-Addo (2017–2025)
- Guinea
  - Staatsoberhaupt: Präsident Alpha Condé (2010–2021)
  - Regierungschef: Ministerpräsident Ibrahima Kassory Fofana (2018–2021)
- Guinea-Bissau
  - Staatsoberhaupt: Präsident José Mário Vaz (2014–2020, 24. Juni 2019–2020 kommissarisch)
  - Regierungschef:
    - Ministerpräsident Aristides Gomes (2005–2007; 2018–29. Oktober 2019; 8. November 2019–2020)
    - Ministerpräsident Faustino Imbali (2001; 29. Oktober 2019–8. November 2019)
    - Ministerpräsident Aristides Gomes (2005–2007; 2018–29. Oktober 2019; 8. November 2019–2020)
- Kamerun
  - Staatsoberhaupt: Präsident Paul Biya (seit 1982)
  - Regierungschef:
    - Ministerpräsident Philémon Yang (2009–4. Januar 2019)
    - Ministerpräsident Joseph Dion Ngute (seit 4. Januar 2019)
- Kap Verde
  - Staatsoberhaupt: Präsident Jorge Carlos Fonseca (2011–2021)
  - Regierungschef: Premierminister Ulisses Correia e Silva (seit 2016)
- Kenia
  - Staats- und Regierungschef: Präsident Uhuru Kenyatta (2013–2022)
- Komoren
  - Staats- und Regierungschef: Präsident Azali Assoumani (1999–2006, seit 2016)
- Demokratische Republik Kongo
  - Staatsoberhaupt:
    - Präsident Joseph Kabila (2001–24. Januar 2019)
    - Präsident Félix Tshisekedi (seit 24. Januar 2019)

  - Regierungschef:
    - Ministerpräsident Bruno Tshibala (2017–7. September 2019)
    - Ministerpräsident Sylvestre Ilunga (seit 7. September 2019–2021)
- Republik Kongo
  - Staats- und Regierungschef: Präsident Denis Sassou-Nguesso (1979–1992, seit 1997)
  - Regierungschef: Ministerpräsident Clément Mouamba (2016–2021)
- Lesotho
  - Staatsoberhaupt: König Letsie III. (1990–1995, seit 1996)
  - Regierungschef: Ministerpräsident Moeketsi Majoro (seit 2020)
- Liberia
  - Staats- und Regierungschef: Präsident George Weah (2018–2024)
- Libyen
  - Staatsoberhaupt: Präsident des Abgeordnetenrates Aguila Saleh Issa (2014–2021)
  - Regierungschef: Ministerpräsident Fayiz as-Sarradsch (2016–2021)
- Madagaskar
  - Staatsoberhaupt:
    - Präsident Rivo Rakotovao (2018–19. Januar 2019) (kommissarisch)
    - Präsident Andry Rajoelina (2009–2014, 19. Januar 2019–2023, seit 2023)

  - Regierungschef: Premierminister Christian Ntsay (seit 2018) (2023 Staatsoberhaupt)
- Malawi
  - Staats- und Regierungschef: Präsident Peter Mutharika (2014–2020)
- Mali
  - Staatsoberhaupt: Präsident Ibrahim Boubacar Keïta (2013–2020)
  - Regierungschef:
    - Premierminister Soumeylou Boubèye Maïga (2017–18. April 2019)
    - Premierminister Boubou Cissé (22. April 2019–2020)
- Marokko
  - Staatsoberhaupt: König Mohammed VI. (seit 1999)
  - Regierungschef: Ministerpräsident Saadeddine Othmani (2017–2021)
- Mauretanien
  - Staatsoberhaupt:
    - Präsident Mohamed Ould Abdel Aziz (2008–2009, 2009–1. August 2019)
    - Präsident Mohamed Ould Ghazouani (seit 1. August 2019)

  - Regierungschef:
    - Premierminister Mohamed Salem Ould Béchir (2018–5. August 2019)
    - Premierminister Ismaïl Ould Bedda Ould Cheikh Sidiya (5. August 2019–2020)
- Mauritius
  - Staatsoberhaupt:
    - Präsident Barlen Vyapoory (2018–26. November 2019)
    - Präsident Eddy Balancy (26. November 2019–2. Dezember 2019)
    - Präsident Prithvirajsing Roopun (2. Dezember 2019–2024)

  - Regierungschef: Ministerpräsident Pravind Jugnauth (2017–2024)
- Mosambik
  - Staatsoberhaupt: Präsident Filipe Nyusi (2015–2025)
  - Regierungschef: Ministerpräsident Carlos Agostinho do Rosário (2015–2022)
- Namibia
  - Staatsoberhaupt: Präsident Hage Geingob (2015–2024) (1990–2002, 2012–2015 Premierminister)
  - Regierungschef: Premierministerin Saara Kuugongelwa-Amadhila (2015–2025)
- Niger
  - Staatsoberhaupt: Präsident Mahamadou Issoufou (2011–2021) (1993–1994 Ministerpräsident)
  - Regierungschef: Premierminister Brigi Rafini (2011–2021)
- Nigeria
  - Staats- und Regierungschef: Präsident Muhammadu Buhari (1983–1985, 2015–2023)
- Ruanda
  - Staatsoberhaupt: Präsident Paul Kagame (seit 2000)
  - Regierungschef: Ministerpräsident Édouard Ngirente (2017–2025)
- Sambia
  - Staats- und Regierungschef: Präsident Edgar Lungu (2015–2021)
- São Tomé und Príncipe
  - Staatsoberhaupt: Präsident Evaristo Carvalho (2016–2021)
  - Regierungschef: Premierminister Jorge Bom Jesus (2018–2022)
- Senegal
  - Staatsoberhaupt: Präsident Macky Sall (2012–2024) (2004–2007 Premierminister)
  - Regierungschef: Premierminister Mahammed Dionne (2014–14. Mai 2019)
- Seychellen
  - Staats- und Regierungschef: Präsident Danny Faure (2016–2020)
- Sierra Leone
  - Staatsoberhaupt: Präsident Julius Maada Bio (seit 2018)
  - Regierungschef: Chief Minister David Francis (2018–2021)
- Simbabwe
  - Staats- und Regierungschef: Präsident Emmerson Mnangagwa (seit 2017)
- Somalia
  - Staatsoberhaupt: Präsident Mohamed Abdullahi Mohamed (2017–2022)
  - Regierungschef: Ministerpräsident Hassan Ali Khaire (2017–2020)
  - Somaliland (international nicht anerkannt)
    - Staats- und Regierungschef: Präsident Muse Bihi Abdi (2017–2024)
- Südafrika
  - Staats- und Regierungschef: Präsident Cyril Ramaphosa (seit 2018)
- Sudan
  - Staatsoberhaupt:
    - Präsident Umar al-Baschir (1989–11. April 2019)
    - Vorsitzender des Militärrates Ahmed Awad Ibn Auf (11. April 2019–12. April 2019)
    - Vorsitzender des Militärrates Abdel Fattah Burhan (12. April 2019–21. August 2019)
    - Vorsitzender des Souveränen Rates Abdel Fattah Burhan (seit 21. August 2019)

  - Regierungschef:
    - Ministerpräsident Moutaz Mousa Abdallah (2018–23. Februar 2019)
    - Ministerpräsident Mohamed Tahir Ayala (23. Februar 2019–11. April 2019)
    - Ministerpräsident Abdalla Hamdok (21. August 2019–2021, seit 2021)
- Südsudan
  - Staats- und Regierungschef: Präsident Salva Kiir Mayardit (seit 2011)
- Tansania
  - Staatsoberhaupt: Präsident John Magufuli (2015–2021)
  - Regierungschef: Premierminister Kassim Majaliwa (seit 2015)
- Togo
  - Staatsoberhaupt: Präsident Faure Gnassingbé (2005, 2005–2025) (seit 2025 Premierminister)
  - Regierungschef: Premierminister Komi Sélom Klassou (2015–2020)
- Tschad
  - Staats- und Regierungschef: Präsident Idriss Déby (1990–2021)
- Tunesien
  - Staatsoberhaupt:
    - Präsident Beji Caid Essebsi (2014–25. Juli 2019)
    - Präsident Mohamed Ennaceur (25. Juli 2019–23. Oktober 2019) (kommissarisch)
    - Präsident Kais Saied (seit 23. Oktober 2019)

  - Regierungschef:  Ministerpräsident Youssef Chahed (2016–2020)
- Uganda
  - Staatsoberhaupt: Präsident Yoweri Museveni (seit 1986)
  - Regierungschef: Ministerpräsident Ruhakana Rugunda (2014–2021)
- Westsahara (umstritten)
  - Staatsoberhaupt: Präsident Brahim Ghali (seit 2016) (im Exil)
  - Regierungschef: Ministerpräsident Mohamed Wali Akeik (seit 2018)
- Zentralafrikanische Republik
  - Staatsoberhaupt: Präsident Faustin-Archange Touadéra (seit 2016)
  - Regierungschef:
    - Premierminister Simplice Sarandji (2016–27. Februar 2019)
    - Premierminister Firmin Ngrébada (seit 27. Februar 2019–2021)

## Amerika

### Nordamerika
- Kanada
  - Staatsoberhaupt: Königin Elisabeth II. (1952–2022)
    - Generalgouverneurin: Julie Payette (2017–2021)

  - Regierungschef: Premierminister Justin Trudeau (2015–2025)
- Mexiko
  - Staats- und Regierungschef: Präsident Andrés Manuel López Obrador (2018–2024)
- Vereinigte Staaten von Amerika
  - Staats- und Regierungschef: Präsident Donald Trump (2017–2021, seit 2025)

### Mittelamerika
- Antigua und Barbuda
  - Staatsoberhaupt: Königin Elisabeth II. (1981–2022)
    - Generalgouverneur: Rodney Williams (seit 2014)

  - Regierungschef: Premierminister Gaston Browne (seit 2014)
- Bahamas
  - Staatsoberhaupt: Königin Elisabeth II. (1973–2022)
    - Generalgouverneur/-in:
      - Marguerite Pindling (2014–28. Juni 2019)
      - Cornelius A. Smith (28. Juni 2019–2023)

  - Regierungschef: Premierminister Hubert Minnis (2017–2021)
- Barbados
  - Staatsoberhaupt: Königin Elisabeth II. (1966–2021)
    - Generalgouverneurin: Sandra Mason (2018–2021)

  - Regierungschef: Premierministerin Mia Amor Mottley (seit 2018)
- Belize
  - Staatsoberhaupt: Königin Elisabeth II. (1981–2022)
    - Generalgouverneur: Colville Young (1993–2021)

  - Regierungschef: Premierminister Dean Barrow (2008–2020)
- Costa Rica
  - Staats- und Regierungschef: Präsident Carlos Alvarado Quesada (2018–2022)
- Dominica
  - Staatsoberhaupt: Präsident Charles Savarin (2013–2023)
  - Regierungschef: Premierminister Roosevelt Skerrit (seit 2004)
- Dominikanische Republik
  - Staats- und Regierungschef: Präsident Danilo Medina (2012–2020)
- El Salvador
  - Staats- und Regierungschef:
    - Präsident Salvador Sánchez Cerén (2014–1. Juni 2019)
    - Präsident Nayib Bukele (1. Juni 2019–2023, seit 2024)
- Grenada
  - Staatsoberhaupt: Königin Elisabeth II. (1974–2022)
    - Generalgouverneurin: Cécile La Grenade (seit 2013)

  - Regierungschef: Premierminister Keith Mitchell (1995–2008, 2013–2022)
- Guatemala
  - Staats- und Regierungschef: Präsident Jimmy Morales (2016–2020)
- Haiti
  - Staatsoberhaupt: Präsident Jovenel Moïse (2017–2021)
  - Regierungschef:
    - Ministerpräsident Jean-Henry Céant (2018–21. März 2019)
    - Ministerpräsident Jean-Michel Lapin (21. März 2019–22. Juli 2019) (kommissarisch)
    - Ministerpräsident Fritz-William Michel (22. Juli 2019–2020) (kommissarisch)
- Honduras
  - Staats- und Regierungschef: Präsident Juan Orlando Hernández (2014–2022)
- Jamaika
  - Staatsoberhaupt: Königin Elisabeth II. (1962–2022)
    - Generalgouverneur: Patrick Allen (seit 2009)

  - Regierungschef: Ministerpräsident Andrew Holness (seit 2016)
- Kuba
  - Staatsoberhaupt: Präsident[1] Miguel Díaz-Canel (seit 2018) (2018–21. Dezember 2019 Präsident des Ministerrates)
  - Regierungschef: Präsident des Ministerrates Manuel Marrero Cruz (seit 21. Dezember 2019)
- Nicaragua
  - Staats- und Regierungschef: Präsident Daniel Ortega (1985–1990, seit 2007) (1979–1985 Mitglied der Regierungsjunta des nationalen Wiederaufbaus)
- Panama
  - Staats- und Regierungschef:
    - Präsident Juan Carlos Varela (2014–1. Juli 2019)
    - Präsident Laurentino Cortizo (1. Juli 2019–2024)
- St. Kitts und Nevis
  - Staatsoberhaupt: Königin Elisabeth II. (1983–2022)
    - Generalgouverneur: Samuel Weymouth Tapley Seaton (2015–2023)

  - Regierungschef: Ministerpräsident Timothy Harris (2015–2022)
- St. Lucia
  - Staatsoberhaupt: Königin Elisabeth II. (1979–2022)
    - Generalgouverneur: Neville Cenac (2018–2021)

  - Regierungschef: Ministerpräsident Allen Chastanet (2016–2021)
- St. Vincent und die Grenadinen
  - Staatsoberhaupt: Königin Elisabeth II. (1979–2022)
    - Generalgouverneur/-in:
      - Frederick Ballantyne (2002–31. Juli 2019)
      - Susan Dougan (seit 1. August 2019)

  - Regierungschef: Ministerpräsident Ralph Gonsalves (seit 2001)
- Trinidad und Tobago
  - Staatsoberhaupt: Präsidentin Paula Mae Weekes (2018–2023)
  - Regierungschef: Premierminister Keith Rowley (2015–2025)

### Südamerika
- Argentinien
  - Staats- und Regierungschef:
    - Präsident Mauricio Macri (2015–10. Dezember 2019)
    - Präsident Alberto Ángel Fernández (10. Dezember 2019–2023)
- Bolivien
  - Staats- und Regierungschef:
    - Präsident Evo Morales (2006–12. November 2019)
    - Präsidentin Jeanine Áñez (12. November 2019–2020) (kommissarisch)
- Brasilien
  - Staats- und Regierungschef: 
    - Präsident Michel Temer (2016–1. Januar 2019)
    - Präsident Jair Bolsonaro (1. Januar 2019–2023)
- Chile
  - Staats- und Regierungschef: Präsident Sebastián Piñera (2018–2022)
- Ecuador
  - Staats- und Regierungschef: Präsident Lenín Moreno (2017–2021)
- Guyana
  - Staatsoberhaupt: Präsident David Arthur Granger (2015–2020)
  - Regierungschef: Ministerpräsident Moses Nagamootoo (2015–2020)
- Kolumbien
  - Staats- und Regierungschef: Präsident Iván Duque (2018–2022)
- Paraguay
  - Staats- und Regierungschef: Präsident Mario Abdo Benítez (2018–2023)
- Peru
  - Staatsoberhaupt: Präsident Martín Vizcarra (2018–2020)
  - Regierungschef:
    - Ministerpräsident César Villanueva (2013–2014, 2018–11. März 2019)
    - Ministerpräsident Salvador del Solar (11. März – 30. September 2019)
    - Ministerpräsident Vicente Zeballos (30. September 2019–2020)
- Suriname
  - Staats- und Regierungschef: Präsident Dési Bouterse (1980, 1982, 2010–2020)
  - Regierungschef: Vizepräsident Ashwin Adhin (2015–2020)
- Uruguay
  - Staats- und Regierungschef: Präsident Tabaré Vázquez (2005–2010, 2015–2020)
- Venezuela
  - Staats- und Regierungschef:
    - Präsident Nicolás Maduro (seit 2013)
    - Senatspräsident Juan Guaidó (erklärte sich am 23. Januar 2019 zum kommissarischen Präsidenten, wird von einigen Staaten anerkannt)

## Asien

### Ost-, Süd- und Südostasien
- Bangladesch
  - Staatsoberhaupt: Präsident Abdul Hamid (2013–2023)
  - Regierungschef: Premierministerin Hasina Wajed (1996–2001, 2009–2024)
- Bhutan
  - Staatsoberhaupt: König Jigme Khesar Namgyel Wangchuck (seit 2006)
  - Regierungschef: Ministerpräsident Lotay Tshering (2018–2023)
- Brunei
  - Staats- und Regierungschef: Sultan Hassanal Bolkiah (seit 1967)
- Republik China (Taiwan)
  - Staatsoberhaupt: Präsidentin Tsai Ing-wen (2016–2024)
  - Regierungschef:
    - Ministerpräsident Lai Ching-te (2017–14. Januar 2019) (seit 2024 Präsident)
    - Ministerpräsident Su Tseng-chang (2006–2007, 14. Januar 2019–2023)
- Volksrepublik China
  - Staatsoberhaupt: Präsident Xi Jinping (seit 2013)
  - Regierungschef: Ministerpräsident Li Keqiang (2013–2023)
- Indien
  - Staatsoberhaupt: Präsident Ram Nath Kovind (2017–2022)
  - Regierungschef: Premierminister Narendra Modi (seit 2014)
- Indonesien
  - Staats- und Regierungschef: Präsident Joko Widodo (2014–2024)
- Japan
  - Staatsoberhaupt:
    - Kaiser Akihito (1989–30. April 2019)
    - Kaiser Naruhito (seit 1. Mai 2019)

  - Regierungschef: Premierminister Shinzō Abe (2006–2007, 2012–2020)
- Kambodscha
  - Staatsoberhaupt: König Norodom Sihamoni (seit 2004)
  - Regierungschef: Premierminister Hun Sen (1985–2023)
- Nordkorea
  - De-facto-Herrscher: Kim Jong-un (seit 2011)
    - Staatsoberhaupt: Vorsitzender des Präsidiums der Obersten Volksversammlung:
    - Kim Yŏng-nam (1998–11. April 2019)
    - Choe Ryong-hae (seit 12. April 2019)

  - Regierungschef:
    - Ministerpräsident Pak Pong-ju (2003–2007, 2013–11. April)
    - Ministerpräsident Kim Chae-ryong (11. April 2019–2020)
- Südkorea
  - Staatsoberhaupt: Präsident Moon Jae-in (2017–2022)
  - Regierungschef: Premierminister Lee Nak-yeon (2017–2020)
- Laos
  - Staatsoberhaupt: Präsident Boungnang Vorachith (2016–2021)
  - Regierungschef: Premierminister Thongloun Sisoulith (2016–2021) (seit 2021 Präsident)
- Malaysia
  - Staatsoberhaupt:
    - Oberster Herrscher Muhammad V. (2016–6. Januar 2019)
    - Nazrin Shah (interimistisch, 7. Januar 2019–31. Januar 2019)
    - Oberster Herrscher Abdullah Shah (31. Januar 2019–2024)

  - Regierungschef: Ministerpräsident Mahathir bin Mohamad (1981–2003, 2018–2020)
- Malediven
  - Staats- und Regierungschef: Präsident Ibrahim Mohamed Solih (2018–2023)
- Myanmar
  - Staatsoberhaupt: Präsident Win Myint (2018–2021)
  - Regierungschef: Staatsberaterin Aung San Suu Kyi (2016–2021)
- Nepal
  - Staatsoberhaupt: Präsidentin Bidhya Devi Bhandari (2015–2023)
  - Regierungschef: Premierminister Khadga Prasad Oli (2015–2016, 2018–2021, seit 2024)
- Osttimor
  - Staatsoberhaupt: Präsident Francisco Guterres (2017–2022)
  - Regierungschef: Premierminister Taur Matan Ruak (2018–2023) (2012–2017 Präsident)
- Pakistan
  - Staatsoberhaupt: Präsident Arif Alvi (2018–2024)
  - Regierungschef: Ministerpräsident Imran Khan (2018–2022)
- Philippinen
  - Staats- und Regierungschef: Präsident Rodrigo Duterte (2016–2022)
- Singapur
  - Staatsoberhaupt: Präsidentin Halimah Yacob (2017–2023)
  - Regierungschef: Premierminister Lee Hsien Loong (2004–2024)
- Sri Lanka
  - Staatsoberhaupt:
    - Präsident Maithripala Sirisena (2015–17. November 2019)
    - Präsident Gotabaya Rajapaksa (18. November 2019–2022)

  - Regierungschef:
    - Premierminister Ranil Wickremesinghe (1993–1994, 2001–2004, 2015–2018, 2018–21. November 2019, 2022) (2022–2024 Präsident)
    - Ministerpräsident Mahinda Rajapaksa (2004–2005, 2018, 21. November 2019–2022) (2005–2015 Präsident)
- Thailand
  - Staatsoberhaupt: König Maha Vajiralongkorn (seit 2016)
  - Regierungschef: Ministerpräsident Prayut Chan-o-cha (2014–2022, 2022–2023)
- Vietnam
  - Staatsoberhaupt: Präsident Nguyễn Phú Trọng (2018–2021)
  - Regierungschef: Premierminister Nguyễn Xuân Phúc (2016–2021) (2021–2023 Präsident)

### Vorderasien
- Armenien
  - Staatsoberhaupt: Präsident Armen Sarkissjan (2018–2022) (1996–1997 Ministerpräsident)
  - Regierungschef: Ministerpräsident Nikol Paschinjan (seit 2018)
- Aserbaidschan
  - Staatsoberhaupt: Präsident İlham Əliyev (seit 2003)
  - Regierungschef:
    - Ministerpräsident Novruz Məmmədov (2018–8. Oktober 2019)
    - Ministerpräsident Əli Əsədov (seit 8. Oktober 2019)

  - Arzach (international nicht anerkannt)
    - Staatsoberhaupt: Präsident Bako Sahakjan (2007–2020)
- Bahrain
  - Staatsoberhaupt: König Hamad bin Isa Al Chalifa (seit 1999) (bis 2002 Emir)
  - Regierungschef: Ministerpräsident Chalifa bin Salman Al Chalifa (1971–2020)
- Georgien
  - Staatsoberhaupt: Präsidentin Salome Surabischwili (2018–2024)
  - Regierungschef:
    - Ministerpräsident Mamuka Bachtadse (2018–8. September 2019)
    - Ministerpräsident Giorgi Gacharia (seit 8. September 2019–2021)

  - Abchasien (international nicht anerkannt)
    - Staatsoberhaupt: Präsident Raul Chadschimba (2014–2020)
    - Regierungschef: Ministerpräsident Waleri Bganba (2018–2020) (2014 Präsident)

  - Südossetien (international nicht anerkannt)
    - Staatsoberhaupt: Präsident Anatoli Bibilow (2017–2022)
    - Regierungschef: Ministerpräsident Erik Puchajew (2017–2020)
- Irak
  - Staatsoberhaupt: Präsident Barham Salih (2018–2022)
  - Regierungschef: Ministerpräsident Adil Abd al-Mahdi (2018–2020)
- Iran
  - Religiöses Oberhaupt: Oberster Rechtsgelehrter Ali Chamene’i (seit 1989) (1981–1989 Ministerpräsident)
  - Regierungschef: Präsident Hassan Rohani (2013–2021)
- Israel
  - Staatsoberhaupt: Präsident Reuven Rivlin (2014–2021)
  - Regierungschef: Ministerpräsident Benjamin Netanjahu (1996–1999, 2009–2021, seit 2022)
- Jemen
  - Staatsoberhaupt: Präsident Abed Rabbo Mansur Hadi (2012–2022)
  - Regierungschef: Ministerpräsident Maeen Abdul Malek (2018–2024)
- Jordanien
  - Staatsoberhaupt: König Abdullah II. (seit 1999)
  - Regierungschef: Ministerpräsident Omar al-Razzaz (2018–2020)
- Katar
  - Staatsoberhaupt: Emir Tamim bin Hamad Al Thani (seit 2013)
  - Regierungschef: Ministerpräsident Abdullah ibn Nasser ibn Chalifa Al Thani (seit 2013)
- Kuwait
  - Staatsoberhaupt: Emir Sabah al-Ahmad al-Dschabir as-Sabah (2006–2020) (2003–2006 Ministerpräsident)
  - Regierungschef:
    - Ministerpräsident Dschabir Mubarak al-Hamad as-Sabah (2011–19. November 2019)
    - Ministerpräsident Sabah Al-Khaled Al-Hamad Al-Sabah (29. November 2019–2022)
- Libanon
  - Staatsoberhaupt: Präsident Michel Aoun (2016–2022)
  - Regierungschef: Ministerpräsident Saad Hariri (2009–2011, 2016–2020)
- Oman
  - Staats- und Regierungschef: Sultan Qabus ibn Said (1970–2020)
- Palästinensische Autonomiegebiete
  - Staatsoberhaupt: Präsident Mahmud Abbas (seit 2005) (2003 Ministerpräsident)
  - Regierungschef (regiert de facto nur in Westjordanland):
    - Ministerpräsident Rami Hamdallah (2013–13. April 2019)
    - Ministerpräsident Mohammed Schtajjeh (13. April 2019–2024)
- Saudi-Arabien
  - Staats- und Regierungschef: König Salman ibn Abd al-Aziz (seit 2015)
- Syrien
  - Staatsoberhaupt: Präsident Baschar al-Assad (2000–2024)
  - Regierungschef: Ministerpräsident Emad Chamis (2016–2020)
- Türkei
  - Staats- und Regierungschef: Präsident Recep Tayyip Erdoğan (seit 2014) (2003–2014 Ministerpräsident)
- Vereinigte Arabische Emirate
  - Staatsoberhaupt: Präsident Chalifa bin Zayid Al Nahyan (2004–2022) (2004–2022 Emir von Abu Dhabi)
  - Regierungschef: Ministerpräsident Muhammad bin Raschid Al Maktum (seit 2006) (seit 2006 Emir von Dubai)

### Zentralasien
- Afghanistan
  - Staatsoberhaupt: Präsident Aschraf Ghani (2014–2021)
  - Regierungschef: Geschäftsführer Abdullah Abdullah (2014–2020)
- Kasachstan
  - Staatsoberhaupt:
    - Präsident Nursultan Nasarbajew (1991–20. März 2019)
    - Präsident Qassym-Schomart Toqajew (20. März 2019–12. Juni 2019) (kommissarisch)
    - Präsident Qassym-Schomart Toqajew (seit 12. Juni 2019)

  - Regierungschef:
    - Ministerpräsident Baqytschan Saghyntajew (2016–21. Februar 2019)
    - Ministerpräsident Asqar Mamin (21. Februar 2019–2022)
- Kirgisistan
  - Staatsoberhaupt: Präsident Sooronbai Dscheenbekow (2017–2020) (2016–2017 Ministerpräsident)
  - Regierungschef: Ministerpräsident Muchammedkaly Abylgasijew (2018–2020)
- Mongolei
  - Staatsoberhaupt: Präsident Chaltmaagiin Battulga (2017–2021)
  - Regierungschef: Premierminister Uchnaagiin Chürelsüch (2017–2021) (seit 2021 Präsident)
- Tadschikistan
  - Staatsoberhaupt: Präsident Emomalij Rahmon (seit 1992)
  - Regierungschef: Ministerpräsident Qochir Rasulsoda (seit 2013)
- Turkmenistan
  - Staats- und Regierungschef: Präsident Gurbanguly Berdimuhamedow (2006–2022)  (2006–2007 kommissarisch)
- Usbekistan
  - Staatsoberhaupt: Präsident Shavkat Mirziyoyev (seit 2016) (2003–2016 Ministerpräsident)
  - Regierungschef: Ministerpräsident Abdulla Aripov (seit 2016)

## Australien und Ozeanien
- Australien
  - Staatsoberhaupt: Königin Elisabeth II. (1952–2022)
    - Generalgouverneur:
      - Peter Cosgrove (2014–1. Juli 2019)
      - David Hurley (1. Juli 2019–2024)

  - Regierungschef: Premierminister Scott Morrison (2018–2022)
- Cookinseln (unabhängiger Staat in freier Assoziierung mit Neuseeland)
  - Staatsoberhaupt: Königin Elisabeth II. (1965–2022)
    - Queen’s Representative: Tom Marsters (seit 2013)

  - Regierungschef: Premierminister Henry Puna (2010–2020)
- Fidschi
  - Staatsoberhaupt: Präsident George Konrote (2015–2021)
  - Regierungschef: Premierminister Frank Bainimarama (2007–2022) (2000, 2006–2007 Staatsoberhaupt)
- Kiribati
  - Staats- und Regierungschef: Präsident Taneti Mamau (seit 2016)
- Marshallinseln
  - Staats- und Regierungschef: Präsidentin Hilda Heine (2016–2020, seit 2024)
- Mikronesien
  - Staats- und Regierungschef:
    - Präsident Peter Christian (2015–11. Mai 2019)
    - Präsident David Panuelo (11. Mai 2019–2023)
- Nauru
  - Staats- und Regierungschef:
    - Präsident Baron Waqa (2013–27. August 2019)
    - Präsident Lionel Aingimea (27. August 2019–2022)
- Neuseeland
  - Staatsoberhaupt: Königin Elisabeth II. (1952–2022)
    - Generalgouverneurin: Patsy Reddy (2016–2021)

  - Regierungschef: Premierministerin Jacinda Ardern (2017–2023)
- Niue (unabhängiger Staat in freier Assoziierung mit Neuseeland)
  - Staatsoberhaupt: Königin Elisabeth II. (1974–2022)
    - Queen’s Representative: Generalgouverneur von Neuseeland

  - Regierungschef: Premierminister Toke Talagi (2008–2020)
- Palau
  - Staats- und Regierungschef: Präsident Tommy Remengesau (2001–2009, 2013–2021)
- Papua-Neuguinea
  - Staatsoberhaupt: Königin Elisabeth II. (1975–2022)
    - Generalgouverneur: Bob Dadae (seit 2017)

  - Regierungschef:
    - Premierminister Peter O’Neill (2011–30. Mai 2019)
    - Premierminister James Marape (seit 30. Mai 2019)
- Salomonen
  - Staatsoberhaupt: Königin Elisabeth II. (1978–2022)
    - Generalgouverneur:
      - Frank Kabui (2009–7. Juli 2019)
      - David Vunagi (7. Juli 2019–2024)

  - Regierungschef:
    - Premierminister Rick Houenipwela (2017–24. April 2019)
    - Premierminister Manasseh Sogavare (2000–2001, 2006–2007, 2014–2017, 24. April 2019–2024)
- Samoa
  - Staatsoberhaupt: O le Ao o le Malo Vaʻaletoa Sualauvi II. (seit 2017)
  - Regierungschef: Premierminister Sailele Tuilaʻepa Malielegaoi (1998–2021)
- Tonga
  - Staatsoberhaupt: König Tupou VI. (seit 2012) (2000–2006 Premierminister)
  - Regierungschef:
    - Premierminister ʻAkilisi Pohiva (2014–12. September 2019)
    - Premierminister Semisi Sika (12. September 2019–27. September 2019) (kommissarisch)
    - Premierminister Pohiva Tuʻiʻonetoa (27. September 2019–2021)
- Tuvalu
  - Staatsoberhaupt: Königin Elisabeth II. (1978–2022)
    - Generalgouverneur Iakoba Italeli (2010–22. August 2019)
    - Generalgouverneurin Teniku Talesi Honolulu (22. August 2019–2021)

  - Regierungschef:
    - Premierminister Enele Sopoaga (2013–19. September 2019)
    - Premierminister Kausea Natano (19. September 2019–2024)
- Vanuatu
  - Staatsoberhaupt: Präsident Tallis Obed Moses (2017–2022)
  - Regierungschef: Premierminister Charlot Salwai (2016–2020, 2023–2025)

## Europa
- Albanien
  - Staatsoberhaupt: Präsident Ilir Meta (2017–2022)
  - Regierungschef: Ministerpräsident Edi Rama (seit 2013)
- Andorra
  - Kofürsten:
    - Staatspräsident von Frankreich Emmanuel Macron (seit 2017)
      - Persönlicher Repräsentant: Patrick Strzoda (2017–2024)

    - Bischof von Urgell Joan Enric Vives i Sicília (2003–2025)
      - Persönlicher Repräsentant: Josep Maria Mauri (2010–2023)

  - Regierungschef:
    - Regierungspräsident Antoni Martí Petit (2011–2015, 2015–16. Mai 2019)
    - Regierungspräsident Xavier Espot Zamora (seit 16. Mai 2019)
- Belarus
  - Staatsoberhaupt: Präsident Aljaksandr Lukaschenka (seit 1994)
  - Regierungschef: Ministerpräsident Sjarhej Rumas (2018–2020)
- Belgien
  - Staatsoberhaupt: König Philippe (seit 2013)
  - Regierungschef:
    - Ministerpräsident Charles Michel (2014–27. Oktober 2019)
    - Ministerpräsidentin Sophie Wilmès (27. Oktober 2019–2020) (bis 17. März 2020 kommissarisch)
- Bosnien und Herzegowina
  - Hoher Repräsentant für Bosnien und Herzegowina: Valentin Inzko (2009–2021)
  - Staatsoberhaupt:
    - Vorsitzender des Staatspräsidiums Milorad Dodik (2018–20. Juli 2019, 2020–2021)
    - Vorsitzender des Staatspräsidiums Željko Komšić (2007–2008, 2009–2010, 2011–2012, 2013–2014, 20. Juli 2019–2020, 2021–2022, 2023–2024, seit 2025)

  - Staatspräsidium:
    - Bosniaken: Šefik Džaferović (2018–2022)
    - Kroaten: Željko Komšić (2006–2014, seit 2018)
    - Serben: Milorad Dodik (2018–2022)

  - Regierungschef:
    - Ministerpräsident Denis Zvizdić (2015–5. Dezember 2019)
    - Ministerpräsident Zoran Tegeltija (5. Dezember 2019–2023)
- Bulgarien
  - Staatsoberhaupt: Präsident Rumen Radew (seit 2017)
  - Regierungschef: Ministerpräsident Bojko Borissow (2009–2013, 2014–2017, 2017–2021)
- Dänemark
  - Staatsoberhaupt: Königin Margrethe II. (1972–2024)
  - Regierungschef:
    - Ministerpräsident Lars Løkke Rasmussen (2009–2011, 2015–27. Juni 2019)
    - Ministerpräsidentin Mette Frederiksen (seit 27. Juni 2019)

  - Färöer (politisch selbstverwalteter und autonomer Bestandteil des Königreichs Dänemark)
    - Vertreter der dänischen Regierung: Reichsombudsfrau Lene Moyell Johansen (seit 2017)
    - Regierungschef:
      - Ministerpräsident Aksel V. Johannesen (2015–1. September 2019, seit 2022)
      - Ministerpräsident Bárður Nielsen (14. September 2019–2022)

  - Grönland (politisch selbstverwalteter und autonomer Bestandteil des Königreichs Dänemark)
    - Vertreter der dänischen Regierung: Reichsombudsfrau Mikaela Engell (2011–2022)
    - Regierungschef: Ministerpräsident Kim Kielsen (2014–2021)
- Deutschland
  - Staatsoberhaupt: Bundespräsident Frank-Walter Steinmeier (seit 2017)
  - Regierungschef: Bundeskanzlerin Angela Merkel (2005–2021)
- Estland
  - Staatsoberhaupt: Präsidentin Kersti Kaljulaid (2016–2021)
  - Regierungschef: Ministerpräsident Jüri Ratas (2016–2021)
- Finnland
  - Staatsoberhaupt: Präsident Sauli Niinistö (2012–2024)
  - Regierungschef:
    - Ministerpräsident Juha Sipilä (2015–6. Juni 2019)
    - Ministerpräsident Antti Rinne (6. Juni 2019–10. Dezember 2019)
    - Ministerpräsidentin Sanna Marin (10. Dezember 2019–2023)
- Frankreich
  - Staatsoberhaupt: Präsident Emmanuel Macron (seit 2017)
  - Regierungschef: Premierminister Édouard Philippe (2017–2020)
- Griechenland
  - Staatsoberhaupt: Präsident Prokopis Pavlopoulos (2015–2020)
  - Regierungschef:
    - Ministerpräsident Alexis Tsipras (2015, 2015–8. Juli 2019)
    - Ministerpräsident Kyriakos Mitsotakis (8. Juli 2019–2023, seit 2023)
- Irland
  - Staatsoberhaupt: Präsident Michael D. Higgins (seit 2011)
  - Regierungschef: Taoiseach Leo Varadkar (2017–2020, 2022–2024)
- Island
  - Staatsoberhaupt: Präsident Guðni Th. Jóhannesson (2016–2024)
  - Regierungschef: Premierministerin Katrín Jakobsdóttir (2017–2024)
- Italien
  - Staatsoberhaupt: Präsident Sergio Mattarella (seit 2015)
  - Regierungschef: Ministerpräsident Giuseppe Conte (2018–2021)
- Kanalinseln[2]
  - Guernsey
    - Staatsoberhaupt: Herzogin Elisabeth II. (1952–2022)
      - Vizegouverneur: Ian Corder (2016–2022)

    - Regierungschef: Präsident des Resources and Policy Committee Gavin St Pier (2016–2020)

  - Jersey
    - Staatsoberhaupt: Herzogin Elisabeth II. (1952–2022)
      - Vizegouverneur: Stephen Dalton (2017–2022)

    - Regierungschef: Chief Minister John Le Fondré (2018–2022)
- Kosovo (seit 2008 unabhängig, international von 117 von insgesamt 193 Mitgliedstaaten der Vereinten Nationen anerkannt)
  - Staatsoberhaupt: Präsident Hashim Thaçi (2016–2020)
  - Regierungschef: Ministerpräsident Ramush Haradinaj (2017–2020)
- Kroatien
  - Staatsoberhaupt: Präsidentin Kolinda Grabar-Kitarović (2015–2020)
  - Regierungschef: Ministerpräsident Andrej Plenković (seit 2016)
- Lettland
  - Staatsoberhaupt:
    - Präsident Raimonds Vējonis (2015–8. Juli 2019)
    - Präsident Egils Levits (8. Juli 2019–2023)

  - Regierungschef:
    - Ministerpräsident Māris Kučinskis (2016–23. Januar 2019)
    - Ministerpräsident Krišjānis Kariņš (23. Januar 2019–2023)
- Liechtenstein
  - Staatsoberhaupt: Fürst Hans-Adam II. (seit 1989)
    - Regent: Erbprinz Alois (seit 2004)

  - Regierungschef: Adrian Hasler (2013–2021)
- Litauen
  - Staatsoberhaupt:
    - Präsidentin Dalia Grybauskaitė (2009–12. Juli 2019)
    - Präsident Gitanas Nausėda (seit 12. Juli 2019)

  - Regierungschef: Ministerpräsident Saulius Skvernelis (2016–2021)
- Luxemburg
  - Staatsoberhaupt: Großherzog Henri (seit 2000) (1998–2000 Regent)
  - Regierungschef: Premierminister Xavier Bettel (2013–2023)
- Malta
  - Staatsoberhaupt:
    - Präsidentin Marie Louise Coleiro Preca (2014–4. April 2019)
    - Präsident George Vella (4. April 2019–2024)

  - Regierungschef: Premierminister Joseph Muscat (2013–2020)
- Isle of Man[2]
  - Staatsoberhaupt: Lord of Mann Elisabeth II. (1952–2022)
    - Vizegouverneur: Richard Gozney (2016–2021)

  - Regierungschef: Premierminister Howard Quayle (2016–2021)
- Moldau
  - Staatsoberhaupt: Präsident Igor Dodon (2016–2020)
  - Regierungschef:
    - Ministerpräsident Pavel Filip (2016–8. Juni 2019)
    - Ministerpräsidentin Maia Sandu (8. Juni 2019–14. November 2019)
    - Ministerpräsident Ion Chicu (14. November 2019–2020)

  - Transnistrien (international nicht anerkannt)
    - Staatsoberhaupt: Präsident Wadim Krasnoselski (seit 2016)
    - Regierungschef: Ministerpräsident Alexander Martynow (2016–2022)
- Monaco
  - Staatsoberhaupt: Fürst: Albert II. (seit 2005)
  - Regierungschef: Staatsminister Serge Telle (2016–2020)
- Montenegro
  - Staatsoberhaupt: Präsident Milo Đukanović (1998–2002, 2018–2023) (1991–1998, 2003–2006, 2008–2010, 2012–2016 Ministerpräsident)
  - Regierungschef:  Ministerpräsident Duško Marković (2016–2020)
- Niederlande
  - Staatsoberhaupt: König Willem-Alexander (seit 2013)
  - Regierungschef: Ministerpräsident Mark Rutte (2010–2024)
  - Curaçao (Land des Königreichs der Niederlande)
    - Vertreter der niederländischen Regierung: Gouverneurin Lucille George-Wout (seit 2013)
    - Regierungschef: Ministerpräsident Eugene Rhuggenaath (2017–2021)

  - Sint Maarten (Land des Königreich der Niederlande)
    - Vertreter der niederländischen Regierung: Gouverneur Eugene Holiday (2010–2022)
    - Regierungschef:
      - Ministerpräsidentin Leona Marlin-Romeo (2018–10. Oktober 2019)
      - Ministerpräsident Wycliffe Smith (10. Oktober 2019–19. November 2019)
      - Ministerpräsidentin Silveria Jacobs (19. November 2019–2024)

  - Aruba (Land des Königreich der Niederlande)
    - Vertreter der niederländischen Regierung: Gouverneur Alfonso Boekhoudt (seit 2017)
    - Regierungschef: Ministerpräsidentin Evelyn Wever-Croes (seit 2017)
- Nordmazedonien (bis 12. Februar 2019 Mazedonien)
  - Staatsoberhaupt:
    - Präsident Gjorge Ivanov (2009–12. Mai 2019)
    - Präsident Stevo Pendarovski (12. Mai 2019–2024)

  - Regierungschef: Ministerpräsident Zoran Zaev (2017–2020, 2020–2022)
- Norwegen
  - Staatsoberhaupt: König Harald V. (seit 1991)
  - Regierungschef: Ministerpräsidentin Erna Solberg (2013–2021)
- Österreich
  - Staatsoberhaupt: Bundespräsident Alexander Van der Bellen (seit 2017)
  - Regierungschef:
    - Bundeskanzler Sebastian Kurz (2017–28. Mai 2019, 2020–2021)
    - Hartwig Löger (kommissarisch, 28. Mai–3. Juni 2019)
    - Bundeskanzlerin Brigitte Bierlein (3. Juni 2019–2020)
- Polen
  - Staatsoberhaupt: Präsident Andrzej Duda (2015–2025)
  - Regierungschef: Ministerpräsident Mateusz Morawiecki (2017–2023)
- Portugal
  - Staatsoberhaupt: Präsident Marcelo Rebelo de Sousa (seit 2016)
  - Regierungschef: Ministerpräsident António Costa (2015–2024)
- Rumänien
  - Staatsoberhaupt: Präsident Klaus Johannis (2014–2025)
  - Regierungschef:
    - Ministerpräsidentin Viorica Dăncilă (2018–4. November 2019)
    - Ministerpräsident Ludovic Orban (4. November 2019–2020)
- Russland
  - Staatsoberhaupt: Präsident Wladimir Putin (1999–2008, seit 2012) (1999–2000, 2008–2012 Ministerpräsident)
  - Regierungschef: Ministerpräsident Dmitri Medwedew (2012–2020) (2008–2012 Präsident)
- San Marino
  - Staatsoberhäupter: Capitani Reggenti:
    - Mirko Tomassoni (2007–2008, 2018–1. April 2019) und Luca Santolini (2018–1. April 2019)
    - Nicola Selva (1. April 2019–1. Oktober 2019) und Michele Muratori (1. April 2019–1. Oktober 2019)
    - Luca Boschi (1. Oktober 2019–2020) und Mariella Mularoni (1. Oktober 2019–2020)

  - Regierungschef: Außenminister Nicola Renzi (2016–2021) (2015–2016 Capitano Reggente)
- Schweden
  - Staatsoberhaupt: König Carl XVI. Gustaf (seit 1973)
  - Regierungschef: Ministerpräsident Stefan Löfven (2014–2021)
- Schweiz[3]
  - Bundespräsident Ueli Maurer (1. Januar 2019–31. Dezember 2019)
  - Bundesrat:
    - Ueli Maurer (2009–2022)
    - Simonetta Sommaruga (2010–2022)
    - Alain Berset (2012–2023)
    - Guy Parmelin (seit 2016)
    - Ignazio Cassis (seit 2017)
    - Viola Amherd (2019–2025)
    - Karin Keller-Sutter (seit 2019)
- Serbien
  - Staatsoberhaupt: Präsident Aleksandar Vučić (seit 2017)
  - Regierungschef: Ministerpräsidentin Ana Brnabić (2017–2024)
- Slowakei
  - Staatsoberhaupt:
    - Präsident Andrej Kiska (2014–15. Juni 2019)
    - Präsidentin Zuzana Čaputová (15. Juni 2019–2024)

  - Regierungschef:  Ministerpräsident Peter Pellegrini (2018–2020) (seit 2024 Präsident)
- Slowenien
  - Staatsoberhaupt: Präsident Borut Pahor (2012–2022) (2008–2012 Ministerpräsident)
  - Regierungschef: Ministerpräsident Marjan Šarec (2018–2020)
- Spanien
  - Staatsoberhaupt: König Philipp VI. (seit 2014)
  - Regierungschef: Ministerpräsident Pedro Sánchez (seit 2018)
- Tschechien
  - Staatsoberhaupt: Präsident Miloš Zeman (2013–2023) (1998–2002 Ministerpräsident)
  - Regierungschef: Ministerpräsident Andrej Babiš (2017–2021)
- Ukraine
  - Staatsoberhaupt:
    - Präsident Petro Poroschenko (2014–20. Mai 2019)
    - Präsident Wolodymyr Selenskyj (seit 20. Mai 2019)

  - Regierungschef:
    - Ministerpräsident Wolodymyr Hrojsman (2016–29. August 2019)
    - Ministerpräsident Oleksij Hontscharuk (29. August 2019–2020)
- Ungarn
  - Staatsoberhaupt: Präsident János Áder (2012–2022)
  - Regierungschef: Ministerpräsident Viktor Orbán (1998–2002, seit 2010)
- Vatikanstadt
  - Staatsoberhaupt: Papst Franziskus (2013–2025)
  - Regierungschef: Präsident des Governatorats Giuseppe Bertello (2011–2021)
- Vereinigtes Königreich
  - Staatsoberhaupt: Königin Elisabeth II. (1952–2022) (gekrönt 1953)
  - Regierungschef:
    - Premierministerin Theresa May (2016–24. Juli 2019)
    - Premierminister Boris Johnson (24. Juli 2019–2022)
- Republik Zypern
  - Staats- und Regierungschef: Präsident Nikos Anastasiadis (2013–2023)
  - Nordzypern (international nicht anerkannt)
    - Staatsoberhaupt: Präsident Mustafa Akıncı (2015–2020)
    - Regierungschef:
      - Ministerpräsident Tufan Erhürman (2018–22. Mai 2019)
      - Ministerpräsident Ersin Tatar (22. Mai 2019–2020) (seit 2020 Präsident)